# Legionella drancourtii
Legionella drancourtii (лат.) — грамотрицательная бактерия из рода легионелл, которая встречается в природе как облигатный внутриклеточный паразит свободноживущих амёб. Legionella drancourtii названа в честь Мишеля Дранкура. Выделена из Acanthamoeba polyphaga. Наиболее филогенетически близка Legionella lytica и Legionella rowbothamii, с которыми образует кладу.